# 西瓦利城 (猶他州)
西瓦利城（West Valley City, Utah）是美國猶他州鹽湖縣的一座城市，因位於鹽湖谷西北部而得名。面積91.8平方公里，2006年人口119,841人，是該州第三大城市。
1980年由四個無建制地區 （Hunter、Granger、Chesterfield和Redwood）合併而成。

## 姐妹城市
- 中華民國南投縣南投市